# Пэрриш, Джерри Уэйн
Джерри Уэйн Пэрриш (англ. Jerry Wayne Parrish; 10 марта 1944, Морганфилд, Кентукки, США — 25 августа 1998, Пхеньян, КНДР) — капрал Армии США, бежавший в КНДР после Корейской войны.

## Биография
Джерри Уэйн Пэрриш родился 10 марта 1944 года в американском штате Кентукки, в городе Морганфилд. Дослужился до звания капрала Армии США, проходил службу в Южной Корее. В начале 1960-х годов четыре американца дезертировали из армии и бежали в КНДР: первым стал Ларри Аллен Абшир, который пересёк демилитаризованную зону и получил убежище в КНДР. За ним последовали Джо Дреснок, Джерри Пэрриш и Чарльз Роберт Дженкинс. Дженкинс в автобиографии «Коммунист поневоле» (англ. The Reluctant Communist) писал, что причины Пэрриша для перехода на сторону корейцев были личными, а сам он не говорил о них почти ничего, кроме боязни погибнуть от руки разгневанного тестя в случае возвращения домой.
Пэрриш получил гражданство КНДР и женился на эмигрантке из Ливана Сихам Шриетех. В браке у них родились трое сыновей: Сихам и её дети ныне проживают в КНДР. Как писал Дженкинс в автобиографии, Сихам и ещё три ливанки были похищены, привезены в КНДР и затем вынуждены были выйти замуж за американцев, однако одна девушка благодаря связям её родителей сумела выбраться домой и освободить всех остальных. В документальном фильме «Пересекая черту» (англ. Crossing the Line) Сихам отрицала подобное: она говорила, что прибыла в КНДР по своей воле, потом её действительно вывезли обратно в США, но родители выгнали её из дома, узнав о её беременности, поэтому ливанка вернулась по своей воле обратно в Северную Корею.
Уже будучи гражданином КНДР, Джерри Пэрриш снялся в северокорейском телесериале «Безымянные герои», сыграв роль британского лейтенанта Льюиса. В фильме снялись также Дженкинс, Дрезнок и Абшир. Дженкинс вспоминал, что после выхода фильма он и другие иностранцы, снявшиеся в картине, стали в КНДР звёздами, а к Пэрришу, по словам Дженкинса, в Северной Корее и вовсе «стали относиться как к гениальному коммунистическому герою».
25 августа 1998 года Джерри Уэйн Пэрриш скончался в Пхеньяне, о чём сообщается в том же документальном фильме. Причиной смерти стала болезнь почек. Сихам и её дети ныне проживают в КНДР.